# Ma'anshan
Ma'anshan (chinois simplifié : 马鞍山市 ; pinyin : Mǎ'ānshān shì) est une ville-préfecture de l'est de la province de l'Anhui en Chine.

## Subdivisions administratives
La ville-préfecture de Ma'anshan exerce sa juridiction sur quatre subdivisions - trois districts et un xian :
- le district de Yushan - 雨山区 Yǔshān Qū ;
- le district de Huashan - 花山区 Huāshān Qū ;
- le district de Jinjiazhuang - 金家庄区 Jīnjiāzhuāng Qū ;
- le xian de Dangtu - 当涂县 Dāngtú Xiàn.